# Мацейовські
Мацейовські (пол. Maciejowscy) — польські шляхетські роди.

## гербуЦьолек

### Представники
- Ян — люблінський підсудок, дружина — Катажина гербу Равич
  - Каспер (†перед 8.6.1536) — лицар єрусалимський, сандомирський стольник, воював в оршаку Вікторина Сенненського, дружина — Анна Леженська
    - Миколай (†березень 1574) — люблінський воєвода
      - Ян (†1588) — староста Спишу
      - Анна — дружина Ярослава (Героніма) Сенявського, померла під час пологів

  - Бернард Мацєйовський (каштелян) — люблінський каштелян
- Самуель Мацейовський — латинський єпископ плоцький, холмський, краківський
- Станіслав Мацейовський — любомльський староста, дружина Анна Чурило
  - Станіслав (†1595) — завихостський староста
  - Каспер (†1611) — конюший коронний, дружини Катажина з Радоховиць Ваповська, Катажина з Фульштина Гербурт (шлюб 1586, певне, донька Станіслава)
  - Катажина — дружина перемиського каштеляна Анджея Ваповського
- Бернард Мацєйовський — військовик, урядник Королівства Польського, теребовлянський староста
  - Бернард Мацейовський — кардинал, примас Польщі

## гербуЯніна

### Представники
- Александер з Мацейовичів

## гербуЯстребець
Представлений у Краківському воєводстві.

### особи
- Миколай